# 昆庫斯山 (胡寧大區)
11°43′03″S 76°02′41″W / 11.71750°S 76.04472°W
昆庫斯山（Kunkus），是秘魯的山峰，位於該國中部胡寧大區，由瓦伊瓦伊區和堯利區負責管轄，屬於帕里亞卡卡山脈的一部分，海拔高度5,000米。